# Evolucijska psihologija
Evolucijska psihologija (EP) pristup je u društvenim i prirodnim znanostima koja proučava psihološke crte poput pamćenja, percepcije i jezika iz moderne evolucijske perspektive. Pokušava identificirati koje su čovječje psihološke crte evoluirane adaptacije – tj. funkcionalni produkti prirodne selekcije ili spolne selekcije. Adaptacionističko razmišljanje o fiziološkim mehanizmima poput srca, pluća i imunosnog sustava uobičajeno je u evolucijskoj biologiji. Neki evolucijski psiholozi primjenjuju isto razmišljanje u psihologiji tvrdeći da um ima modularnu strukturu sličnu onoj tjelesnoj, a različite modularne adaptacije služe različitim funkcijama. Evolucijski psiholozi tvrde da je velik dio čovječjeg ponašanja proizvod psiholoških adaptacija koje su evoluirale radi rješavanja rekurentnih problema u okolišima čovjekovih predaka.
Adaptacionistički se pristup postojano povećava kao utjecaj u općem polju psihologije.
Evolucijski psiholozi predlažu da EP nije samo subdisciplina psihologije, već da evolucijska teorija može pružiti osnivački, metateorijski radni okvir koji integrira čitavo polje psihologije na isti način kao što čini u biologiji.
Evolucijski psiholozi drže da su ponašanja ili crte koje se javljaju univerzalno u svim kulturama dobri kandidati za evolucijske adaptacije uključujući sposobnosti zaključivanja o tuđim emocijama, razlikovanja rodbine od nerodbine, identificiranja i preferiranja zdravijih partnera i suradnje s drugima.[nedostaje izvor] Dosad su izvijestili o uspješnim testovima teorijskih predviđanja povezanih s temama poput infanticida, inteligencije, bračnih uzoraka, promiskuiteta, percepcije ljepote, cijene nevjeste i roditeljske investicije.
Teorije i pronalasci EP-a imaju primjene u mnogim poljima uključujući ekonomiju, okoliš, zdravlje, pravo, menadžment, psihijatriju, politiku i književnost.
Kontroverzije o EP-u uključuju pitanja o provjerljivosti, kognitivnim i evolucijskim pretpostavkama (poput modularna funkcioniranja mozga i velike nesigurnosti o ancestralnom okolišu), važnosti negenskih i neadaptivnih objašnjenja, pa i politička i etička pitanja zbog interpretacija rezultata istraživanja.

## Više informacija
- afektivna neuroznanost
- biokulturna evolucija
- biosocijalna kriminologija
- kognitivna neuroznanost
- kulturna neuroznanost
- Darvinistička sreća
- darvinistička filologija
- duboki socijalni um
- Dunbarov broj
- etnički nepotizam
- evolucijska estetika
- evolucijska antropologija
- evolucijska biologija
- evolucijska edukacijska psihologija
- evolucijska epistemologija
- evolucijska lingvistika
- evolucijska medicina
- evolucijska muzikologija
- evolucijska neuroznanost
- evolucijskopsihološke istraživačke grupe i centri
- popis evolucijskih psihologa
- molekularna evolucija
- primatska kognicija
- hominidna inteligencija
- jezik velikih čovjekolikih majmuna
- primatska empatija
- čimpanzina inteligencija
- hipoteza kooperativna oka
- intersubjektivnost
- zrcalni neuron
- porijeklo jezika
- porijeklo govora
- simulacijska teorija empatije
- teorija uma
- neuroetologija
- paleolitička dijeta
- paleolitički stil života
- socijalna neuroznanost
- sociobiologija
- univerzalni darvinizam

## Vanjske poveznice
- What Is Evolutionary Psychology? by Clinical Evolutionary Psychologist Dale Glaebach.
- Evolutionary Psychology – Approaches in Psychology